# Csáki Tamás
Csáki Tamás József (?, 1977 –) magyar művészettörténész, egyetemi oktató.

## Élete
Az Eötvös Loránd Tudományegyetem Művészettörténeti Intézet oktatója, a Budapesti Történeti Múzeum Kiscelli Múzeum főosztályvezető-helyettese.
2023-ban kiállítást rendezett a Kiscelli múzeumban Lajta Béla munkásságáról. (A kiállítás anyagából könyv is megjelent, lásd alább.) Ő fejezte 2013-ban Gerle János 2009-ben írni kezdett, Lajta Béláról szóló monográfiáját Gerle 2012-es halála után.
Több könyve, könyvrészlete, szakcikke jelent meg építészeti témakörökben.

## Művei

### Szakcikkek, könyvrészletek
- A Salgótarjáni utcai temető – a pesti zsidó közösség sírkertje, 1874–1891 In: Urbs: Magyar várostörténeti évkönyv 12 (2018) pp. 281-332. , 52 p.
- A Salgótarjáni utcai temető 1892 utáni története In: Urbs: Magyar várostörténeti évkönyv 13 (2019) 261-305.
- A régi pesti zsidó temető története és síremlékei In: (szerk.) Zsengellér József és Koltai Kornélia: Hadd dicsérem a kegyes férfit!: Tanulmánykötet Schweitzer József születésének centenáriumán: a "Schweitzer-lectures" – Magyar Hebraisztikai Konferenciák 2018–2022 közötti előadásaiból = Ahalalah na ʾyš hesed, Budapest, Magyarország: Magyar Hebraisztikai Társaság, L'Harmattan Kiadó (2022) 205-227.
- Játékszer – áruház – építészet. A budapesti Árkád-bazár, a Vágó fivérek műve 1909-ből

Teljes lista: Magyar Tudományos Művek Tára

### Könyvek
- (Gerle Jánossal közös munka) Lajta Béla, Holnap Kiadó, Budapest, 2013, ISBN 9789633490402 (Az Építészet Mesterei)[10]
- Árkay – Egy magyar építész- és művészdinasztia, Holnap Kiadó, Budapest, 2020, ISBN 9789633493281 (Az Építészet Mesterei)[11]
- (Brunner Attilával közös munka) A Lechnerek: Források a család történetéhez, MMA Kiadó, Budapest, 2022, ISBN 9786156434319[12]
- Lajta, Kedves László Könyvműhelye, Budapest, 2023 (10 + 1-sorozat)[13]
- (szerk.) Lajta Béla 150 – budapesti épületsorsok. Béla Lajta 150 – Fates of Budapest Buildings (A Lajta Béla 150 – Budapesti épületsorsok kiállítás kísérő kiadványa), Budapesti Történeti Múzeum, Budapest, 2024, ISBN 978-615-6667-07-6[14][15]

Nagy szerepe volt a Lajta Béla Virtuális Archívum létrehozásában.

## Videófelvételek
- LAJTA BÉLA 150 – Budapesti épületsorsok, a Kiscelli Múzeum időszaki kiállítása – Youtube.com, Közzététel: 2024. febr. 12.
- Csáki Tamás előadása – videotorium.hu, Közzététel: ?
- A Holnap Kiadó könyvbemutatója a Hadikban – Youtube.com, Közzététel:  2013. dec. 5. (58:03-tól Lajta könyv ismertetője)
- Árkay Bertalan és a Római iskola – Youtube.com, Közzététel: 2023. máj. 17.
- Az építészet mesterei sorozat – Hültl Dezső – Youtube.com, Közzététel: 2021. febr. 15.
- Az építészet mesterei sorozat – Baumhorn Lipót – Youtube.com, Közzététel: 2021. jan. 26.
- Az építészet mesterei sorozat – Árkay – egy magyar építész- és művészdinasztia – Youtube.com, Közzététel: 2021. jan. 26.
- Az építészet mesterei sorozat – Wälder Gyula – Youtube.com, Közzététel: 2021. jan. 26.
- Az építészet mesterei sorozat – Schmahl Henrik – Youtube.com, Közzététel: 2021. jan. 26.
- Az építészet mesterei sorozat – Alpár Ignác – Youtube.com, Közzététel: 2021. jan. 26.